# Cucho Hernández
Juan Camilo Hernández Suárez (Pereira, Risaralda; 22 de abril de 1999), conocido deportivamente como Cucho Hernández, es un futbolista colombiano. Juega como delantero centro y su equipo actual es el Real Betis Balompié de la Primera División de España.

## Trayectoria

### Deportivo Pereira
Hernández se inició futbolísticamente en la selección Risaralda juvenil, donde más tarde lo ficharía el Deportivo Pereira de la Categoría Primera B de Colombia en 2015. Su debut se produjo el 6 de abril de ese mismo año, con tan solo 15 años a unos días de cumplir los 16, bajo la dirección técnica del argentino Hernan Lisi, en la victoria 2–1 de su club frente al Deportes Quindío.
Su primer gol lo marcaría el 5 de septiembre de 2015 para darle la victoria como visitantes a su equipo 3–2 sobre el Real Santander.
Se empezaría a notar en el 2016 donde anota seis goles en ocho fechas y empezaría a pelear el botín por el goleador del torneo.
Su primer doblete lo haría el 13 de marzo de 2016 para la victoria 2–1 sobre el Atlético Fútbol Club. Volvería a marcar doblete el 11 de abril ayudando en la goleada 4–0 sobre el Bogotá F. C. Marcaría su primer hat-trick con tan solo 16 años el 6 de marzo para darle la victoria a su equipo 3–0 sobre Tigres.
El 26 de septiembre le daría la victoria a su equipo por la mínima frente al Cúcuta Deportivo para seguir en lo más alto de la tabla. Llegaría a la última fecha de los cuadrangulares para subir a la Categoría Primera A pero al último minuto del partido le empataría Leones por lo tanto seguirían en la Categoría Primera B por otro año más, terminaría siendo el máximo goleador del torneo con 20 anotaciones.

### América de Cali
El jugador llega para disputar la temporada 2017 de la Categoría Primera A con el América de Cali cedido por el Granada C. F. de España por 6 meses su debut oficial se hizo el día 23 de febrero , partido que se perdió 2 - 0 frente a Jaguares de Córdoba. El 3 de mayo marca sus primeros dos goles con el club en la goleada 3 a 0 como visitantes frente a Orsomarso por la Copa Colombia 2017, el 17 vuelve a marcar gol por el mismo torneo en el 2-0 frente al Atlético. Sería de vital importancia para el club  de cara a los cuadrangulares finales, al marcar el único gol en los cuartos de final del partido de vuelta contra el Deportivo Pasto, que clasificaría al América de Cali a la semifinal del Torneo Apertura 2016, que posteriormente perdería contra su rival de patio, el Deportivo Cali, siendo Hernández uno de los jugadores más destacados del cuadro escarlata, que al final quedaría eliminado.

### España
El 8 de julio fue confirmado como nuevo jugador de la S. D. Huesca de la Segunda División cedido un año por el Watford F. C. de Inglaterra que compró su pase al Granada C. F. de España. Debutó el 19 de agosto en la derrota por la mínima en su visita al C. D. Numancia. Su primer gol lo marcó en la segunda jornada el 26 de agosto en la victoria 2 a 0 sobre el Lorca F. C. Su primer doblete lo consiguió el 7 de octubre en la goleada 3 por 0 como visitantes sobre la U. D. Almería saliendo como la figura del partido. Después marcó su segundo doblete el 6 de noviembre en la victoria 3 por 1 como local sobre el Real Zaragoza, volvió a marcar dos goles en la victoria 2 por 0 sobre el F. C. Barcelona "B" siendo la figura del partido. Conseguiría el ascenso con el Huesca contra el C. D. Lugo el 21 de mayo de 2018 y al finalizar el torneo, "el Cucho" se consagró el sexto goleador de la segunda división española con 16 goles anotados.
En junio de 2018 renovó por un año más su cesión. El 19 de agosto debutó en la Primera División como titular en la histórica victoria por 2 a 1 en casa de la S. D. Eibar. Su primer gol lo hizo el 2 de septiembre en la derrota 8-2 en el Camp Nou frente al F. C. Barcelona marcando el 1-0 parcial a los tres minutos de partido. El 31 de marzo marcó el primer gol del partido en la derrota 3-2 en el Estadio Santiago Bernabeu frente al Real Madrid.
El 26 de agosto de 2019 se confirmó como nuevo jugador del R. C. D. Mallorca siguiendo en la Primera División. Volvió a jugar después de 184 días en los que una lesión lo mantuvo alejado de las canchas, debutó el 7 de diciembre ingresando en el segundo tiempo en la derrota 5 a 2 en el Camp Nou contra el F. C. Barcelona. El 15 de febrero marcó su primer gol con el club dándole la victoria por la mínima ante el Deportivo Alavés, a los seis días volvió y marcó en el empate a tres goles como visitantes ante Real Betis Balompié. El 9 de julio marcó nuevamente gol en la victoria 2 por 0 sobre el Levante U. D. A final de temporada el equipo descendió de categoría.
El 14 de agosto de 2020 fue presentado como nuevo jugador del Getafe C. F., nuevamente cedido por el Watford F. C. Debutó el 19 de septiembre como titular en la victoria por la mínima frente al C. A. Osasuna. El 1 de noviembre marcó su primer gol con el club en el empate a dos visitando al Valencia C. F.

### Watford
Tras todas estas cesiones acabó regresando al Watford F. C. El 14 de agosto de 2021 debutó en la Premier League e hizo historia al convertirse en el primer colombiano en marcar en su primer partido en la competición.

### Columbus Crew
El 21 de junio de 2022, se hizo oficial su fichaje por el Columbus Crew de la MLS hasta el año 2025.

### Real Betis Balompié
El 3 de febrero de 2025, se hizo oficial su fichaje por el Real Betis Balompié de la Primera División de España hasta el año 2030.
El 16 de marzo del 2025 anotó su primer gol con el equipo español en la victoria 3-2 sobre el Leganés marcando el tercer gol del equipo a pase de Isco Alarcón
El 30 de marzo de 2025 se convirtió en el goleador que le dio la victoria ante su máximo rival el Sevilla F.C. al anotar el 2-1 definitivo en jugada colectiva entre el canterano Jesús Rodríguez y un pase mágico de Don Isco Alarcón.

## Selección nacional

### Participaciones en torneos juveniles
Fue convocado por la selección colombiana sub-20 para disputar el Campeonato Sudamericano Sub-20 de 2017 en Ecuador.

#### Participaciones en Sudamericanos
| Competición                            | Sede    | Resultado              | Partidos | Goles |
| -------------------------------------- | ------- | ---------------------- | -------- | ----- |
| Campeonato Sudamericano Sub-20 de 2017 | Ecuador | Fase final (6.º lugar) | 9        | 2     |

#### Participaciones en Copas del Mundo Juveniles
| Mundial                     | Sede    | Resultado        | Partidos | Goles |
| --------------------------- | ------- | ---------------- | -------- | ----- |
| Copa Mundial Sub-20 de 2019 | Polonia | Cuartos de final | 5        | 3     |

### Selección absoluta
El 29 de septiembre de 2018 recibe su primer llamado a la selección de Colombia por parte del técnico Arturo Reyes para los amistosos frente a Estados Unidos y Costa Rica. En su debut con la selección nacional el 16 de octubre ingresó en el segundo tiempo por Radamel Falcao frente Costa Rica, anotando en el minuto 72 a los 25 segundos de haber pisado la cancha, y posteriormente en el minuto 93 logró un doblete para darle la victoria a la tricolor 3-1 sobre los ticos siendo escogido como la figura del partido.
Y en el año 2025 en las convocatorias contra la selección peruana el técnico Néstor Lorenzo lo ha tenido en cuenta.

#### Participaciones enEliminatorias al Mundial
| Eliminatoria                  | Sede del Mundial                | Posición  | Resultado  | Partidos | Goles |
| ----------------------------- | ------------------------------- | --------- | ---------- | -------- | ----- |
| Eliminatorias Mundial de 2026 | Estados Unidos, México y Canadá | 6.º lugar | En disputa | 2        | 0     |

#### Goles internacionales
| # | Fecha                 | Lugar                                 | Rival      | Gol   | Resultado | Competición |
| - | --------------------- | ------------------------------------- | ---------- | ----- | --------- | ----------- |
| 1 | 16 de octubre de 2018 | Red Bull Arena, Nueva Jersey, EE. UU. | Costa Rica | 1 - 2 | 1 - 3     | Amistoso    |
| 2 | 16 de octubre de 2018 | Red Bull Arena, Nueva Jersey, EE. UU. | Costa Rica | 1 - 3 | 1 - 3     | Amistoso    |

## Estadísticas

### Clubes
| Club                         | Div.          | Temporada     | Liga  | Liga  | Liga   | Copas nacionales(1) | Copas nacionales(1) | Copas nacionales(1) | Torneos internacionales(2) | Torneos internacionales(2) | Torneos internacionales(2) | Total | Total | Total  | Media goleadora(3) |
| Club                         | Div.          | Temporada     | Part. | Goles | Asist. | Part.               | Goles               | Asist.              | Part.                      | Goles                      | Asist.                     | Part. | Goles | Asist. | Media goleadora(3) |
| ---------------------------- | ------------- | ------------- | ----- | ----- | ------ | ------------------- | ------------------- | ------------------- | -------------------------- | -------------------------- | -------------------------- | ----- | ----- | ------ | ------------------ |
| Deportivo Pereira · Colombia | 2.ª           | 2015          | 22    | 3     | 0      | 1                   | 0                   | 0                   | -                          | -                          | -                          | 23    | 3     | 0      | 0.13               |
| Deportivo Pereira · Colombia | 2.ª           | 2016          | 33    | 20    | 4      | 1                   | 0                   | 0                   | -                          | -                          | -                          | 34    | 20    | 4      | 0.58               |
| Deportivo Pereira · Colombia | Total club    | Total club    | 55    | 23    | 4      | 2                   | 0                   | 0                   | 0                          | 0                          | 0                          | 57    | 23    | 4      | 0.40               |
| América de Cali · Colombia   | 1.ª           | 2017          | 17    | 1     | 2      | 4                   | 3                   | 0                   | -                          | -                          | -                          | 21    | 4     | 2      | 0.19               |
| América de Cali · Colombia   | Total club    | Total club    | 17    | 1     | 2      | 4                   | 3                   | 0                   | 0                          | 0                          | 0                          | 21    | 4     | 2      | 0.19               |
| S. D. Huesca · España        | 2.ª           | 2017-18       | 35    | 16    | 6      | 1                   | 0                   | 0                   | -                          | -                          | -                          | 36    | 16    | 6      | 0.44               |
| S. D. Huesca · España        | 1.ª           | 2018-19       | 34    | 4     | 3      | -                   | -                   | -                   | -                          | -                          | -                          | 34    | 4     | 3      | 0.12               |
| S. D. Huesca · España        | Total club    | Total club    | 69    | 20    | 9      | 1                   | 0                   | 0                   | 0                          | 0                          | 0                          | 70    | 20    | 9      | 0.28               |
| R. C. D. Mallorca · España   | 1.ª           | 2019-20       | 22    | 5     | 1      | 2                   | 0                   | 0                   | -                          | -                          | -                          | 24    | 5     | 1      | 0.21               |
| R. C. D. Mallorca · España   | Total club    | Total club    | 22    | 5     | 1      | 2                   | 0                   | 0                   | 0                          | 0                          | 0                          | 24    | 5     | 1      | 0.21               |
| Getafe C. F. · España        | 1.ª           | 2020-21       | 23    | 2     | 3      | -                   | -                   | -                   | -                          | -                          | -                          | 23    | 2     | 3      | 0.08               |
| Getafe C. F. · España        | Total club    | Total club    | 23    | 2     | 3      | 0                   | 0                   | 0                   | 0                          | 0                          | 0                          | 23    | 2     | 3      | 0.08               |
| Watford F. C. Inglaterra     | 1.ª           | 2021-22       | 25    | 5     | 2      | 3                   | 0                   | 1                   | -                          | -                          | -                          | 28    | 5     | 3      | 0.18               |
| Watford F. C. Inglaterra     | Total club    | Total club    | 25    | 5     | 2      | 3                   | 0                   | 1                   | 0                          | 0                          | 0                          | 28    | 5     | 3      | 0.18               |
| Columbus Crew Estados Unidos | 1.ª           | 2022          | 16    | 9     | 2      | -                   | -                   | -                   | -                          | -                          | -                          | 16    | 9     | 2      | 0.56               |
| Columbus Crew Estados Unidos | 1.ª           | 2023          | 33    | 21    | 8      | 1                   | 0                   | 0                   | 3                          | 3                          | 2                          | 37    | 24    | 10     | 0.65               |
| Columbus Crew Estados Unidos | 1.ª           | 2024          | 29    | 19    | 11     | 1                   | 0                   | 0                   | 11                         | 6                          | 3                          | 41    | 25    | 14     | 0.68               |
| Columbus Crew Estados Unidos | Total club    | Total club    | 78    | 49    | 21     | 2                   | 0                   | 0                   | 14                         | 9                          | 5                          | 94    | 58    | 26     | 0.64               |
| Real Betis · España          | 1.ª           | 2024-25       | 15    | 5     | 1      | -                   | -                   | -                   | -                          | -                          | -                          | 15    | 5     | 1      | 0.33               |
| Real Betis · España          | Total club    | Total club    | 15    | 5     | 1      | 0                   | 0                   | 0                   | 0                          | 0                          | 0                          | 15    | 5     | 1      | 0.33               |
| Total carrera                | Total carrera | Total carrera | 304   | 110   | 43     | 14                  | 3                   | 1                   | 14                         | 9                          | 5                          | 333   | 123   | 49     | 0.37               |

### Selección
| Selección | Año             | Amistosos | Amistosos | Amistosos | Mundial(1) | Mundial(1) | Mundial(1) | Sudamérica(2) | Sudamérica(2) | Sudamérica(2) | Total | Total | Total | Prom. · |
| Selección | Año             | Part.     | Goles     | Asis.     | Part.      | Goles      | Asis.      | Part.         | Goles         | Asis.         | Part. | Goles | Asis. | Prom. · |
| --- | --------------- | --------- | --------- | --------- | ---------- | ---------- | ---------- | ------------- | ------------- | ------------- | ----- | ----- | ----- | ------- |
| Sub-20 · Colombia | 2017            | —         | —         | —         | —          | —          | —          | 9             | 2             | 2             | 9     | 2     | 2     | 0.22    |
| Sub-20 · Colombia | 2018            | —         | —         | —         | —          | —          | —          | —             | —             | —             | 0     | 0     | 0     | 0       |
| Sub-20 · Colombia | 2019            | —         | —         | —         | 5          | 3          | 0          | —             | —             | —             | 5     | 3     | 0     | 0.6     |
| Sub-20 · Colombia | Total           | 0         | 0         | 0         | 5          | 3          | 0          | 9             | 2             | 2             | 14    | 5     | 2     | 0.36    |
| Absoluta · Colombia | 2018            | 1         | 2         | 0         | —          | —          | —          | —             | —             | —             | 1     | 2     | 0     | 2       |
| Absoluta · Colombia | 2022            | 1         | 0         | 0         | —          | —          | —          | —             | —             | —             | 1     | 0     | 0     | 0       |
| Absoluta · Colombia | 2023            | 2         | 0         | 0         | —          | —          | —          | —             | —             | —             | 2     | 0     | 0     | 0       |
| Absoluta · Colombia | 2024            | —         | —         | —         | —          | —          | —          | 1             | 0             | 0             | 1     | 0     | 0     | 0       |
| Absoluta · Colombia | 2025            | —         | —         | —         | —          | —          | —          | 1             | 0             | 0             | 1     | 0     | 0     | 0       |
| Absoluta · Colombia | Total           | 4         | 2         | 0         | 0          | 0          | 0          | 2             | 0             | 0             | 6     | 2     | 0     | 0.33    |
| Total Selección | Total Selección | 4         | 2         | 0         | 5          | 3          | 0          | 11            | 2             | 2             | 20    | 7     | 2     | 0.35    |
| (1) Incluye los partidos de: Copa Mundial de Fútbol Sub-20 (2019) (2) Incluye los partidos de: Sudamericano Sub-20 (2017)/Clasificatorias Sudamericanas (2024-Act.) |                 |           |           |           |            |            |            |               |               |               |       |       |       |         |

### Hat-trick
| 1 | 3 de julio de 2016       | Hernán Ramírez Villegas, Pereira | Deportivo Pereira - Tigres F. C. |  | 3 - 0 | Primera B           |
| 2 | 29 de mayo de 2019       | Arena Lublin, Polonia            | Colombia - Tahití                |  | 6 - 0 | Copa Mundial Sub-20 |
| 3 | 2 de septiembre de 2023  | Estadio Saputo, Montreal         | CF Montréal - Columbus Crew      |  | 2 - 4 | MLS 2023            |
| 4 | 20 de septiembre de 2023 | Lower.com Field, Columbus        | Columbus Crew - Chicago Fire     |  | 3 - 0 | MLS 2023            |
| 4 | 26 de junio de 2024      | Lower.com Field, Columbus        | Columbus Crew - Kansas City      |  | 4 - 0 | MLS 2024            |

## Palmarés

### Títulos nacionales
| Título             | Club          | País           | Año  |
| ------------------ | ------------- | -------------- | ---- |
| MLS Conference Cup | Columbus Crew | Estados Unidos | 2023 |
| MLS Cup            | Columbus Crew | Estados Unidos | 2023 |

### Títulos internacionales
| Título      | Equipo        | Sede     | Año  |
| ----------- | ------------- | -------- | ---- |
| Leagues Cup | Columbus Crew | Columbus | 2024 |

### Distinciones individuales
| Distinción                                                                     | Año  |
| ------------------------------------------------------------------------------ | ---- |
| Goleador de la Categoría Primera B (21 goles)                                  | 2016 |
| Mejor jugador de noviembre de la Segunda División de España                    | 2017 |
| Mejor jugador de la MLS Cup                                                    | 2023 |
| Once ideal de la MLS                                                           | 2023 |
| Mejor jugador del partido vs. Monterrey en la Copa de Campeones de la Concacaf | 2024 |
| Mejor jugador de la final de la Leagues Cup                                    | 2024 |
| Mejor jugador de la Leagues Cup                                                | 2024 |